# Zyanose

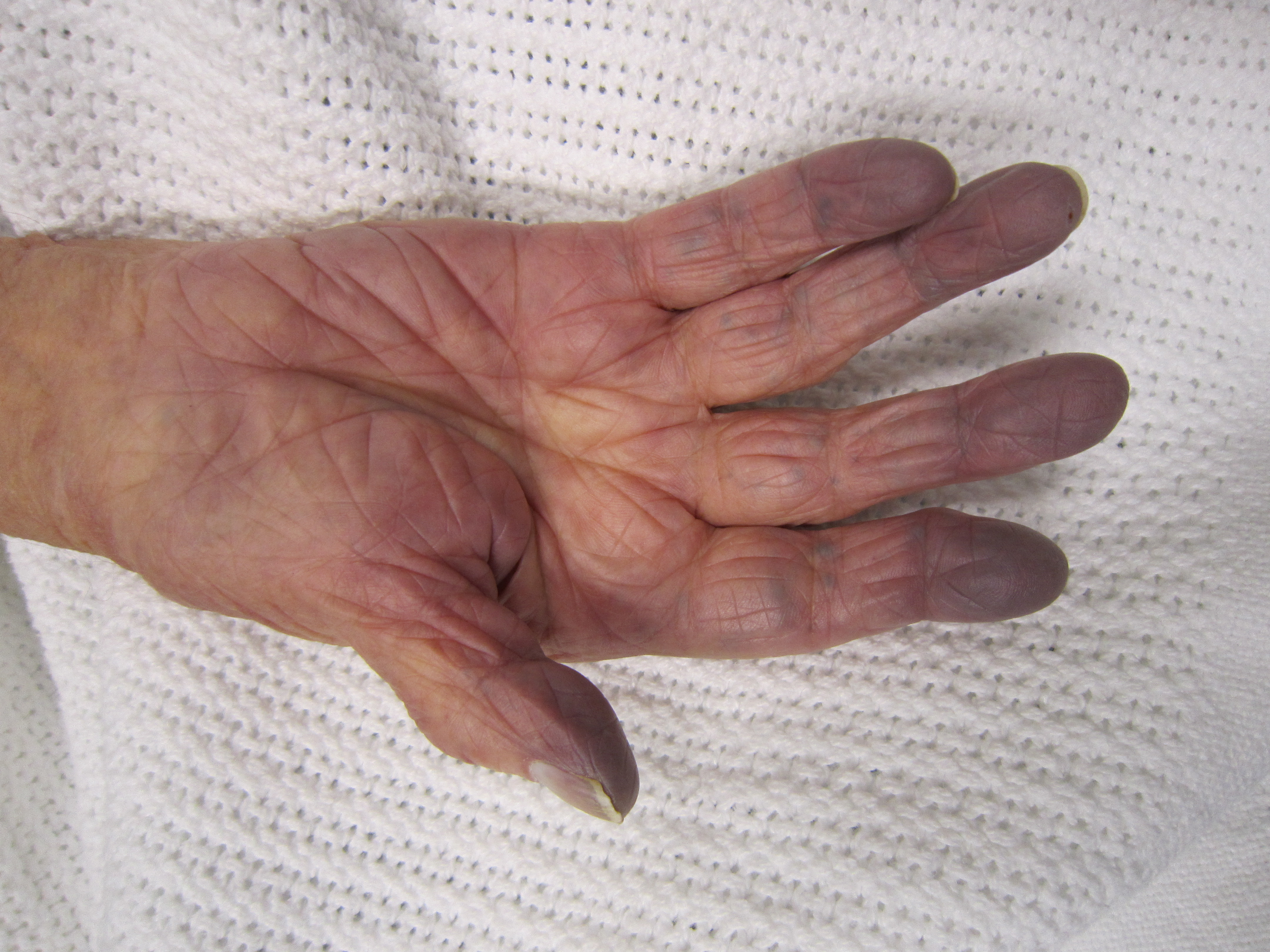
Zyanose Hand

Als Zyanose, Cyanose oder Cyanosis (von altgriechisch κυανός kyanós „dunkelblau“ und -οσις -osis „[krankhafter] Zustand“), deutsch Blausucht, bezeichnet man in der Medizin eine violette bis bläuliche Verfärbung der Haut, der Schleimhäute, der Lippen und der Fingernägel. Die besondere Tönung muss dabei nicht in allen genannten Bereichen gleichzeitig oder gleich stark auftreten. Die Zyanose kann, bei akutem Auftreten, Symptom für eine gefährliche bis lebensbedrohliche Störung des Organismus oder, bei längerem Bestehen, auch Leitbild für chronische Erkrankungen sein.

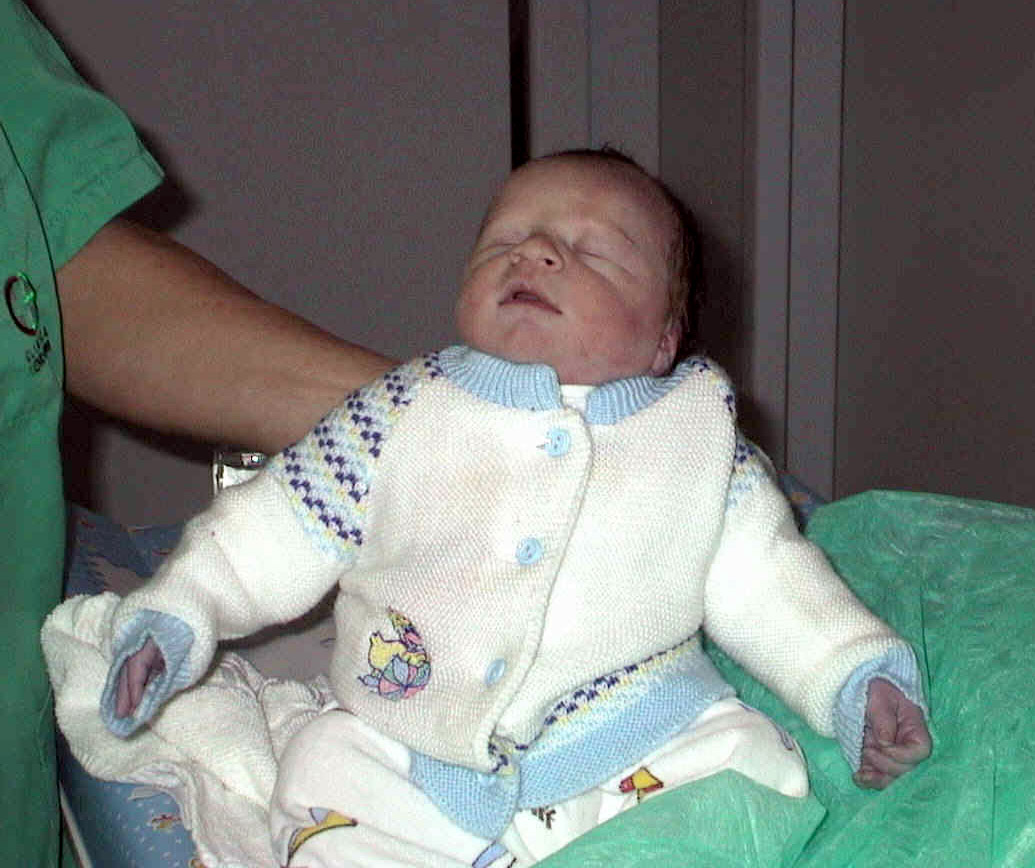
Zyanotisches Kleinkind (Hypoplastisches Linksherz-Syndrom). Man beachte die Hände.

## Ursachen
Die Ursache einer Zyanose ist in der Regel eine Unterversorgung des Blutes mit Sauerstoff (Sauerstoffmangel), sei es durch zu geringe Aufnahmemöglichkeit, wie bei einer zu geringen Sauerstoffkonzentration in der Atemluft, einer Atemwegsverlegung oder durch zu lange Diffusionsstrecken bei krankhaften Veränderungen der Lunge. Die bläuliche Färbung resultiert aus der sauerstoffabhängigen Färbung des Hämoglobins. Während sauerstoffreiches (oxygeniertes) Hämoglobin hellrot ist, erscheint sauerstoffarmes (desoxygeniertes) Hämoglobin dunkel-rot/blau. Sichtbar wird eine Zyanose meist ab etwa 5 g desoxygeniertem Hämoglobin (Hb) in 100 ml Blut.
Zyanotische Zustände können auch Symptome eines Herzfehlers sein oder durch Neben- beziehungsweise Folgeerkrankungen eines Herzfehlers, wie beispielsweise das Lungenödem, entstehen.
Ein Auslöser für Zyanose kann außerdem eine hohe Dosierung des Antioxidationsmittels Propylgallat (E310) sein.

## Zyanoseformen
Unterschieden wird zwischen peripherer (Ausschöpfungszyanose) und zentraler Zyanose (Mischungszyanose), die auch gleichzeitig vorliegen können.

### Periphere Zyanose

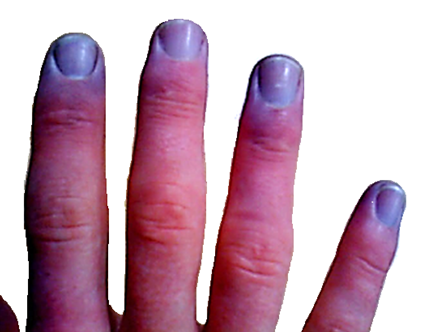
Periphere Zyanose der Fingerspitzen.

Durch vermehrte Sauerstoffausschöpfung in der Peripherie des Körpers aufgrund verlangsamten Blutflusses kommt es zur peripheren Zyanose. Sie ist in erster Linie an der Verfärbung peripherer Körperabschnitte wie beispielsweise der Haut und der Extremitäten zu sehen. Sie kann ursächlich begründet sein in einer Verminderung des kardialen Herzzeitvolumens (Herzinsuffizienz), durch eine Venenthrombose, eine Varikosis, eine neural bedingte Akrozyanose oder durch Blutveränderungen (Polyglobulie, Kälteagglutinine, Kryoglobulinämie).

### Zentrale Zyanose
Eine zentrale Zyanose entsteht aufgrund einer verminderten Sauerstoffsättigung des Blutes in der Lunge und zeigt sich in einer Verfärbung insbesondere der Mundschleimhäute, der Zunge – wobei hier auch besonders eine Blaufärbung der Venen unter der Zunge ein gutes Zeichen für eine Zyanose darstellt – sowie der Lippen und in weiteren Körperregionen. Die Ursache ist entweder pulmonal eine ungenügende Sauerstoffsättigung des Blutes in der Lunge oder kardial eine Vermischung von sauerstoffreichem und sauerstoffarmem Blut im Herzen aufgrund eines Herzfehlers mit Shuntbildung.
Unterschieden werden können periphere und zentrale Zyanose durch die Kontrolle der Zungenfarbe: bei peripherer Zyanose verfärbt sich die Zunge in der Regel nicht bläulich, bei zentraler Zyanose ist die zyanotische Verfärbung jedoch zu erkennen.
Das Auftreten einer Zyanose als Folge einer Shunt-Umkehr bei Herzfehlern, die anfangs nicht mit einer Zyanose verbunden waren, wird als Spätzyanose oder Eisenmenger-Reaktion bezeichnet.

## Methämoglobinämie als Ursache einer Zyanose
Eine besondere und vergleichsweise seltene Störung, die eine Zyanose auslöst, ist die sogenannte Methämoglobinämie. Sie entsteht durch eine erhöhte Konzentration von Methämoglobin (Met-Hb, oxidierte Form des Hämoglobins) in den roten Blutkörperchen. Dies kann begründet sein in einem erblichen Enzymdefekt (nicht behandelbar) oder hervorgerufen werden durch die Einnahme von Substanzen, die oxidierend auf den roten Blutfarbstoff wirken, wie Nitrite (s. a. Poppers), Chlorate oder aromatische Amine, oder aber durch eine erhöhte Nitratkonzentration in Nahrung oder Trinkwasser von über 100 mg/l. Met-Hb kann keine Sauerstoffmoleküle transportieren und durch die Reaktion verliert das im Hämoglobin gebundene Eisen seine Fähigkeit, Sauerstoff anzulagern und an Organe und Körperteile abzugeben. Steigt die Konzentration von Met-Hb um mehr als 10 % der gesamten Hämoglobinmenge an (mehr als 70 bis 80 % sind tödlich), kommt es zu Sauerstoffmangel im Blut und es entwickelt sich eine Zyanose. Bei einer Blutuntersuchung fällt das schokoladenfarbene Blut auf. Die Haut ist schiefergrau. Symptome des Sauerstoffmangels im Blut sind häufig Schwindel, Übelkeit, Kopfschmerzen, Beschleunigung der Herzfrequenz, Atemnot und Benommenheit (Somnolenz). Insbesondere für Babys und Kleinkinder ist eine Methämoglobinämie gefährlich und ihre Auswirkungen werden in diesen Altersstufen bisweilen mit den Symptomen eines Herzfehlers verwechselt. Dadurch kann wertvolle Zeit bei der Therapie verloren gehen. Zur Behandlung muss zunächst die schädigende Substanz vermieden werden.